# Odoardo Gardella
Odoardo Gardella, aussi appelé Edoardo Gardelli, né en 1820 à Ravenne et mort dans la même ville le 7 mai 1911, est un historien de l'art et archéologue italien du XIXe et XXe siècles.

## Biographie
Odoardo Gardella est né en 1820. Entre février et mars 1905, Gardella a envoyé une lettre à son collègue Corrado Ricci (it) concernant un article qu'il avait publié sur les transformations de la Piazza del Popolo (it) de Ravenne durant la domination vénitienne de 1441 à 1509. Sa lettre avait pour sujet des clarifications sur l'horloge vénitienne qui était alors située entre les églises San Marco et San Sebastiano. Ricci n'a cependant pas pris en note ces clarifications, qui ont été reprises dans les travaux ultérieurs de Ricci sans être altérées. Gardella voulait apporter une précision logique à une incohérence quant à la chronologie de construction de l'horloge, qui se trouvait dans la rubrique de Ricci. Il meurt en 1911. Il a notamment collaboré avec Romolo Liverani et Luigi Ricci.